# U-Bahn-Station Jägerstraße
Die Station Jägerstraße ist eine unterirdische Station der Wiener U-Bahn-Linie U6 im 20. Wiener Gemeindebezirk Brigittenau. Sie befindet sich direkt unter der Leipziger Straße und erstreckt sich zwischen Leipziger Platz im Westen und Jägerstraße im Osten. Namensgeber ist die 1858 benannte Jägerstraße, die nach dem Schutzhaus für die 1645 errichtete Brigittakapelle benannt wurde.
Die Station gehört zur Norderweiterung der U6 nach Floridsdorf und wurde am 4. Mai 1996 eröffnet. Sie wurde nach den Plänen der Architektengruppe U-Bahn (Holzbauer, Marschalek, Ladstätter, Gantar) errichtet, die schon für das Design der übrigen seit 1978 in Wien eröffneten U-Bahn-Linien verantwortlich waren. Die Station verfügt über einen Mittelbahnsteig, von dessen beiden Enden Rolltreppen in zwei Aufnahmegebäude führen, die in einer verkehrsberuhigten, parkartig angelegten Zone platziert wurden. An beiden Ausgängen befinden sich Aufzüge, womit ein barrierefreier Zugang möglich ist.
Es besteht die Möglichkeit, zu den Straßenbahnlinien 31 in Richtung Stammersdorf bzw. Schottenring und 33 in Richtung Friedrich-Engels-Platz sowie auf die Autobuslinie 5B in Richtung Heiligenstadt bzw. Praterstern umzusteigen. In der Nähe befindet sich das Technologische Gewerbemuseum.

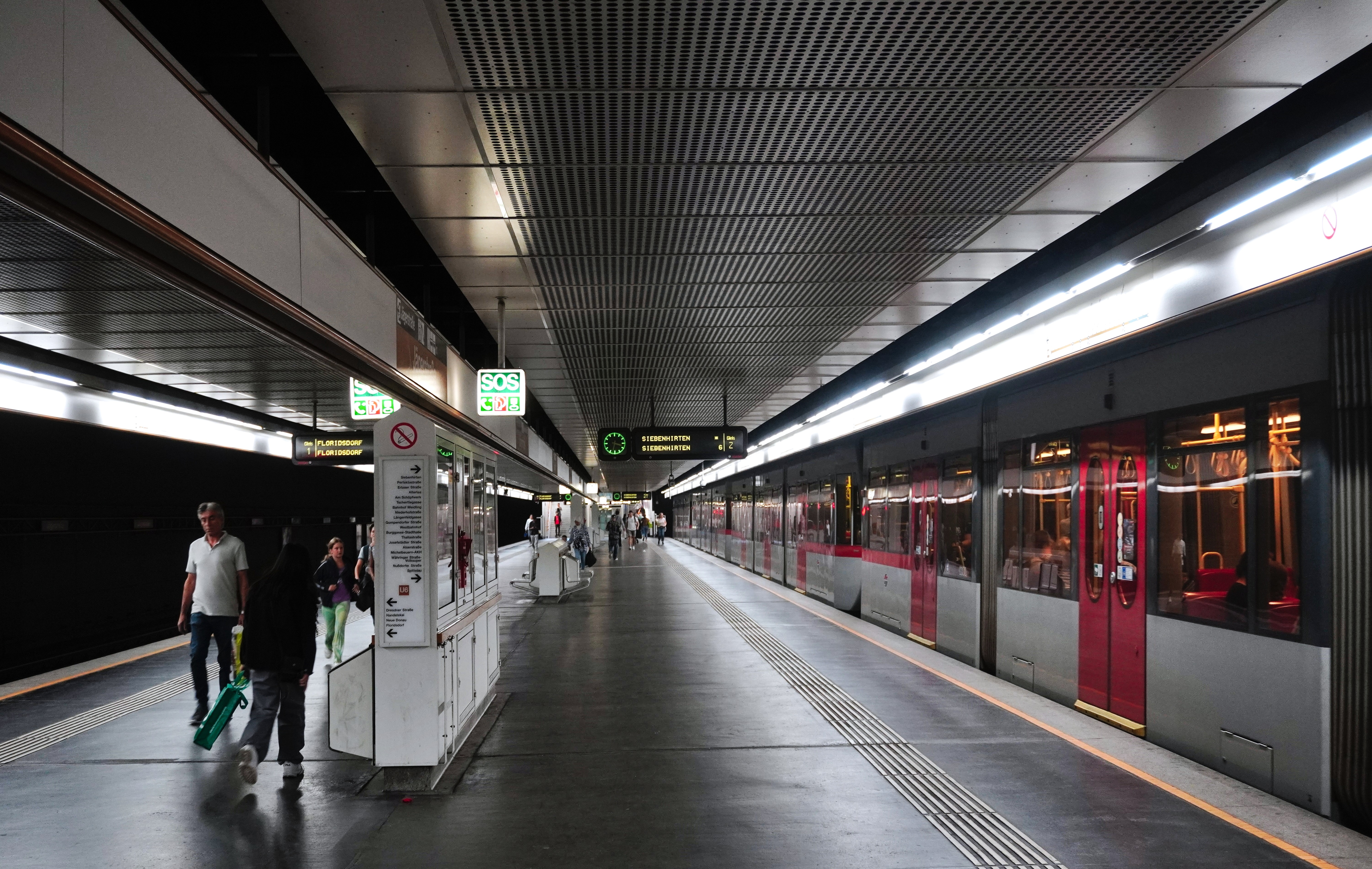
Bahnsteig der Station